# Köszvényes-patak
Köszvényes-patak är ett vattendrag i Ungern.   Det ligger i provinsen Zala, i den västra delen av landet, 170 km sydväst om huvudstaden Budapest.